# Andrzej Gasiorowski
Andrzej Gasiorowski, född 26 juni 1959 i Nysa, Polen, är en polsk entreprenör. 
Han studerade på Medicinska universitetet i Wrocław. Andrzej Gasiorowski och Boguslaw Bagsik grundade företaget ART B (1989-1991)
, Viva Art Sweden AB(1991-1993) Helping Hand Coalition (HHC) (2007-), PAZ Oil Company, Andrzej Gasiorowski Sökte efter 25 år av Interpol och Polska polisen. Kriminalfrågan gjordes 2015 genom begränsning.Letar efter afere ekonomiskt (afere Art B) i Polen.

## Filmproducent
- Izak Goldfinger
- Leyendas de la guitarra

## TV-produktion
- Raise the Praise - Esther House 2006
- Song of Songs Festival 2006
- Tribute to Pope John Paul II 2004
- Song of Songs Festival 2003
- Raise the Praise - Jerusalem March 2002
- Good News Festival 1990
- Good News Festival 1991
- Guitar Legends by EXPO 1992

## Diskografi
- Armageddon Andre vs. Yoad Nevo
- Oscillator Andre vs. Yoad Nevo
- Linia Andre ft.G-Forces
- Remember me Andre ft.G-Forces
- My Dream Andre ft.Gavriel & Eddie Buler
- El Shadday Andre ft.Gavriel Buler
- Promised Land Andre ft Julia
- Be yourself Andre ft. Julia
- Samotnosc Andre ft. Mietek Szczesniak
- Pieniadze Andre ft. Beata Bednarz
- Niezwyciezony Andre ft. Perfect
- Head Room 1 Andre vs. Yoad Nevo
- Gead Room 2 Andre vs. Yoad Nevo
- Spiewnik Pielgrzyma Andre ft.G-Forces
- Exodus Andre ft.G-Forces
- Is anybody there? Andre ft.G-Forces
- Shoulder to Shoulder Gospel Sound
- Ostatnia Wieczerza Beata Bednarz
- Uwielbiam Cie Beata Bednarz
- Ojcze Niebieski Poslani
- Gdzie jestes? Poslani* Poslani Poslani
- Dlaczego ja? Poslani

## Familj
Föräldrar: Stanisława Śniatowska och pastor Zdzisław Gąsiorowski. Make: Bozena Łagoda Gasiorowska (fodd:1963 i Polen). Barn: Luke Gasiorowski (fodd 1984 i Polen), Magi Gasiorowski Rosinger (fodd 1986 i Polen).Barnbarn: Esther Gasiorowski (fodd:2016), Eliyah Rosinger (fodd:2016).